# Pietro III d'Aragona
Pietro III d'Aragona, detto il Grande (Pere el Gran in catalano, Pero el Grande in aragonese) (Valencia, 1239 – Vilafranca del Penedès, 11 novembre 1285), è stato re di Aragona e di Valencia, conte di Barcellona e delle altre contee catalane (1276-1285) e re di Sicilia (1282-1285, come Pietro I), insieme alla consorte Costanza II di Sicilia.

## Origine
Pietro era figlio di Giacomo I il Conquistatore, re d'Aragona, di Valencia e di Maiorca e conte di Barcellona, di Berga, Besalú, Gerona e Osona, di Empúries e Urgell, di Pallars Jussà e Pallars Sobirà, di Rossiglione e Cerdagna, marchese di Lleida e Tortosa e Signore di Val d'Aran, signore di Montpellier e Carladès, e di Violante, figlia del re di Ungheria Andrea II e della principessa di Costantinopoli Iolanda di Courtenay.

## Biografia

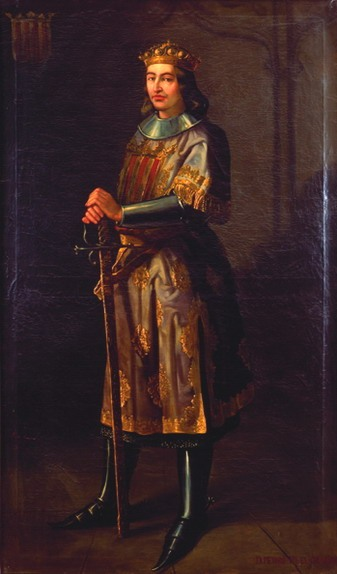
Pietro III d'Aragona dipinto del 1885

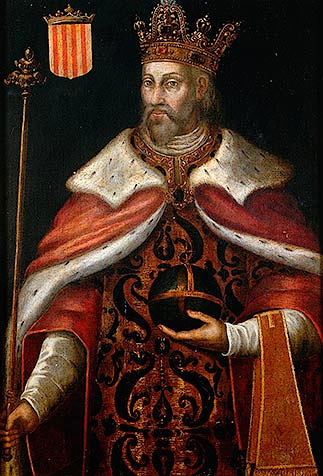
Pietro III d'Aragona

Secondo la Cronaca Piniatense Pietro era il figlio primogenito dei tre figli maschi ancora in vita (gli altri due erano Giacomo e Sancho; mentre altri due Ferdinando e Sancho erano morti bambini) di Giacomo e della sua seconda moglie, Violante.
Nel 1241 a Pietro furono destinati i regni di Valencia e Maiorca e la signoria di Montpellier. Nel 1242, alla morte di Nuño Sánchez d'Aragona, ottenne la signoria del Rossiglione e della Cerdagna. Un nuovo progetto di spartizione del regno (Corona d'Aragona), del 1244, prevedeva che Pietro, alla morte del padre, ottenesse tutte le contee di Catalogna. Nel 1257 il padre lo nominò procuratore per la Catalogna, ed in tale veste partecipò alle campagne contro i nobili ribelli catalani, nel periodo tra il 1258 e il 1261. Infine, nel 1262, dopo la morte del fratellastro Alfonso, a Pietro furono destinati i regni d'Aragona e Valencia e le contee catalane.
Il 15 luglio 1262, a Montpellier, Pietro sposò Costanza II di Sicilia, figlia del re di Sicilia Manfredi e di Beatrice di Savoia (1223-1259). Nel 1266 Manfredi, alla battaglia di Benevento contro Carlo I d'Angiò, oltre che il regno perse la vita, mentre le più influenti famiglie siciliane come i Lauria, i Lanza e i Procida si rifugiarono in Aragona.
Nel 1275 Pietro partecipò attivamente al soffocamento della sedizione aragonese.
Nel 1276, alla morte del padre, suo fratello Giacomo ereditò il Regno di Maiorca (con il nome di Giacomo II), mentre Pietro ereditò il Regno di Aragona (con il nome di Pietro III) e il Regno di Valencia (con il nome di Pietro I), la contea di Barcellona (con il nome di Pietro II) e le altre contee catalane e in novembre fu incoronato a Saragozza.
Appena salito al trono, Pietro dovette domare le rivolte dei moriscos del regno di Valencia che si conclusero nel 1277, con la conquista della città di Montesa. In quel periodo, dopo la morte (1275) dell'erede al trono di Castiglia Ferdinando de la Cerda, figlio di Alfonso X e di Violante d'Aragona, quest'ultima, sorella di Pietro, chiese al re di proteggere e custodire in Aragona, nella fortezza di Xàtiva, i figli di Ferdinando, gli "Infanti de la Cerda", Alfonso e Ferdinando, cosa che Pietro fece. La vedova e madre degli infanti, Bianca di Francia, riparava invece presso il fratello Filippo l'Ardito, re di Francia.
A seguito dell'imposizione dell'imposta sul bestiame, i nobili catalani si ribellarono: la rivolta si infiammò soprattutto nelle contee di Urgell, di Foix, di Pallars e di Cardona, oltre che nella Baronia di Erill, e condusse nel 1280 all'assedio di Balaguer, alla cui caduta l'opposizione feudale catalana fu definitivamente sconfitta.
Pietro III, che mirava a riconquistare alla moglie il regno di Sicilia ed aveva contatti con la nobiltà che era scontenta della dominazione angioina, nel 1281 indisse una crociata contro il Nordafrica e, senza aver ottenuto né l'approvazione né i soldi chiesti a papa Martino IV, nel giugno del 1282 sbarcò in Barberia, non lontano da Tunisi, e qui estese il suo protettorato.
Nel 1282, durante i Vespri siciliani, dopo che i siciliani avevano inutilmente offerto al papa la loro confederazione repubblicana di liberi comuni in feudo al Papa, inviarono una delegazione in Nordafrica che offrì a Pietro l'ambita corona del Regno di Sicilia, in quanto marito di Costanza, legittima erede del regno normanno; Pietro accettò ed il 31 agosto sbarcò a Trapani, con 600 armigeri e 8.000 almugaveri (fanteria da guerriglia che sarebbe divenuta famosa per coraggio e crudeltà). Carlo I d'Angiò, che il 25 luglio aveva messo l'assedio alla città di Messina, dopo lo sbarco aragonese tentò un ultimo vano assalto a Messina e poi si ritirò. Pietro occupò di lì a poco tutto il resto dell'isola ed il 26 settembre sbarcò in Calabria, dove gli almugaveri, anche siciliani, fecero solo azioni di guerriglia senza reali conquiste territoriali. Alla fine dell'anno si era determinato uno spaccamento del Regno di Sicilia in due parti, la Sicilia (l'isola) in mano agli Aragonesi ed il resto del regno, sul continente, in mano agli Angioini.
Dopo essersi proclamato re di Sicilia (con l'antico titolo federiciano Pietro I Rex Siciliae, ducatus Apuliae et principatus Capuae) nominò, sempre nel 1282, Ruggiero di Lauria capo della flotta e Giovanni da Procida Gran Cancelliere del regno aragonese di Sicilia. Al contempo, promise che la successione tra regno aragonese e regno siciliana sarebbe stata separata.
A seguito di tutto ciò, nel novembre dello stesso anno, fu scomunicato dal papa Martino IV, che non lo riconobbe re di Sicilia, anzi lo dichiarò decaduto anche dal regno di Aragona che offrì a Carlo terzogenito (secondogenito vivente) del re di Francia, Filippo l'Ardito e futuro conte di Valois. Pietro, allora lasciata la moglie Costanza in Sicilia come reggente, nel maggio del 1283, rientrò in Aragona, anche per preparare una tenzone, che prevedeva 100 cavalieri per parte (che non si fece mai), con Carlo I d'Angiò.
Nel luglio del 1283 gli Angioini tentarono un'invasione della Sicilia, concentrando una flotta a Malta, ma l'ammiraglio Ruggiero di Lauria sventò il tentativo sorprendendola e distruggendone una parte.
Nel 1284 il papa Martino IV, oltre all'assistenza spirituale (scomunica e crociata contro la Sicilia) diede una consistente somma di denaro a Carlo I d'Angiò che preparò una flotta in Provenza che avrebbe dovuto unirsi a parte della flotta che l'attendeva nel porto di Napoli e poi incontrarsi ad Ustica con il resto della flotta composto da trenta galere con l'armata italo-angioina, proveniente da Brindisi. Ma il 5 giugno la flotta siciliano-aragonese, sotto il comando di Lauria si presentò dinanzi al porto di Napoli e il principe di Salerno, il figlio di Carlo I, Carlo lo Zoppo, disobbedendo all'ordine del padre di non muoversi, prima del suo arrivo dalla Provenza, uscì dal porto con la sua flotta napoletana, per combattere il Lauria che lo sconfisse e fece prigioniero lui e parecchi nobili napoletani. Quando Carlo I arrivò a Gaeta e seppe della sconfitta maledisse il figlio, ma dovette rinunciare all'invasione della Sicilia, assediò invano Reggio e poi, per riorganizzarsi, si ritirò in Puglia dove, a Foggia, il 7 gennaio 1285, morì.
Sempre nel 1284 il signore di Albarracín Juan Núñez I si alleò con il re di Francia Filippo e si ribellò all'autorità di Pietro III, che però lo sconfisse, stroncando la ribellione.
Nel 1285 il papa Martino IV, dopo che i maggiorenti francesi ne avevano discusso alle assemblee di Bourges (novembre 1283) e Parigi (febbraio 1284), aveva proclamato la crociata contro il regno d'Aragona, a cui avevano aderito con entusiasmo sia Carlo I d'Angiò che Filippo III di Francia, cognato di Pietro III, avendone sposato la sorella, Isabella d'Aragona. La crociata partì nel marzo del 1285, sotto una cattiva stella, per la morte del papa, il 28 marzo a Perugia, dopo che a gennaio era già morto Carlo I d'Angiò; Filippo III era accompagnato dai due figli, Filippo il Bello e Carlo e dal legato del papa. I crociati, un esercito imponente, attraversato il Rossiglione, dove seminarono terribili atrocità, e i Pirenei posero l'assedio a Gerona che cadde dopo dieci settimane, il 7 settembre.
Però dato che la flotta di appoggio francese, che assicurava i rifornimenti ai crociati, tra la fine di agosto e i primi di settembre subì una terribile disfatta da parte della flotta siciliana-aragonese, comandate da Lauria, dopo una settimana gli invasori, in preda alle malattie dovute al gran caldo, si dovettero ritirare e, durante la ritirata, Filippo III il 5 ottobre morì a Perpignano.
Pietro III morì a Vilafranca del Penedès, l'11 novembre 1285 (lo stesso anno del suo avversario Carlo I d'Angiò e circa un mese dopo il cognato Filippo III), lasciando i regni di Aragona e di Valencia, le contee catalane (inclusa Barcellona) al figlio primogenito, Alfonso mentre, sul letto di morte, per rappacificarsi con la chiesa, rinunciò al Regno di Sicilia il cui trono spettava al figlio secondogenito, Giacomo. Quando Alfonso morì (1291), Giacomo ereditò il trono di Aragona, senza però rinunciare alla corona di Sicilia.
Pietro III fu inumato nel monastero della Santa Croce, nelle vicinanze di Aiguamúrcia.

## Pietro III in letteratura

### Divina Commedia

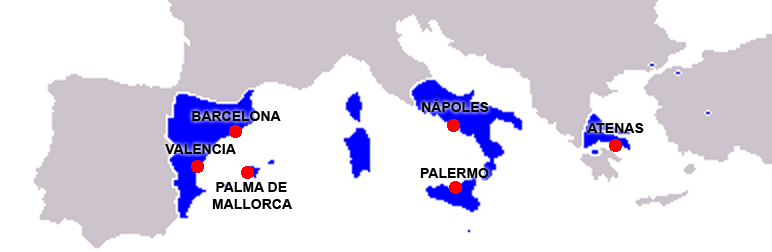
Mappa anacronistica di tutti i possedimenti della Corona d'Aragona lungo la sua storia

Nella Divina Commedia, Dante cita Pietro III nel settimo canto del Purgatorio: lo incontra accanto ai figli Alfonso III, detto "il Liberale", e Giacomo II, detto "il Giusto", oltre a Carlo I d'Angiò e Filippo III di Francia, fuori dai cancelli del Purgatorio, nella Valletta dei Principi dell'Antipurgatorio, per la continua lotta che li oppose, insieme agli altri monarchi da lui ritenuti colpevoli per la disastrosa situazione politica nell'Europa del XIII secolo.
Dante cita ancora Giacomo "il Giusto" nel terzo canto del Purgatorio, dove menziona anche il fratello Federico, nelle parole di suo nonno Manfredi di Sicilia, che si trova fuori dai cancelli del Purgatorio, nel primo ripiano dell'Antipurgatorio.

### Decameron
Pietro d'Aragona (Re Piero di Raona) è l'oggetto del perduto amore di Lisa Puccini nella novella narrata da Pampinea durante la decima giornata del Decameron di Giovanni Boccaccio. Si tratta della sopravvivenza di un'eco distante, della passione turbolenta (a quanto pare, non ricambiata) che l'avventuriera siciliana Macalda di Scaletta nutriva per il sovrano aragonese. Questa vicenda storica ci è nota, con diversi tenori, dalle cronache coeve, tra cui spicca la narrazione «velenosa» dell'Historia Sicula di Bartolomeo di Neocastro.
Enorme è però la disparità di accenti che separa la malevola narrazione di Neocastro dall'episodio boccaccesco, che colloca l'eco di quell'episodio in un ben più rarefatto contesto cortese e cavalleresco.

## Discendenza
Pietro e Costanza ebbero sei figli:
- Alfonso (1265-1291), detto "il Liberale", fu re di Aragona;
- Giacomo (1267-1327), detto "il Giusto", fu re di Sardegna, re di Sicilia e re di Aragona;
- Isabella (1271- 1336), detta "la Santa", fu regina di Portogallo;
- Federico (1273-1337), fu re di Sicilia e re di Trinacria;
- Violante (1273-1302), sposata nel 1297 con Roberto d'Angiò;
- Pietro (1275-1296), fu principe d'Aragona e di Sicilia.

Pietro ebbe anche figli illegittimi da due amanti, di cui non si conoscono gli ascendenti.
Da Maria Nicolau, ne ebbe tre:
- Giacomo (?-dopo il 1285), che sposò Sancha Fernandez, da cui ebbe una figlia: Costanza;
- Giovanni;
- Beatrice che sposò Raimondo di Cardona.

Da un’ignota amante ebbe:
- Sancio d'Aragona, signore di Militello, e capostipite di una linea cadetta

Da Ines Zapata ne ebbe quattro:
- Fernando, signore di Albarracín;
- Pietro, che sposò una nobile portoghese, Costanza Mendes Pelita de Silva, che gli diede quattro figli:
  - Pietro
  - Fernando, che sposò Maria Núñez
  - Costanza, che sposò Gonzalo Annes Pimentel
  - Teresa, che sposò Gonzalo Mendez Vasconcellos
- Sancho, castellano di Amposta
- Teresa, che si sposò tre volte: prima con Garcia Romeu [III], figlio di Garcia Romeu [II]; poi con Artal de Alagón Signore di Sástago e Pinada cui discende il ramo che si trasferì in Sardegna; infine con Pedro López de Oteiza.

## Iconografia

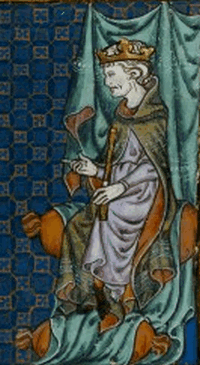
Ritratto su vetro di Pietro III
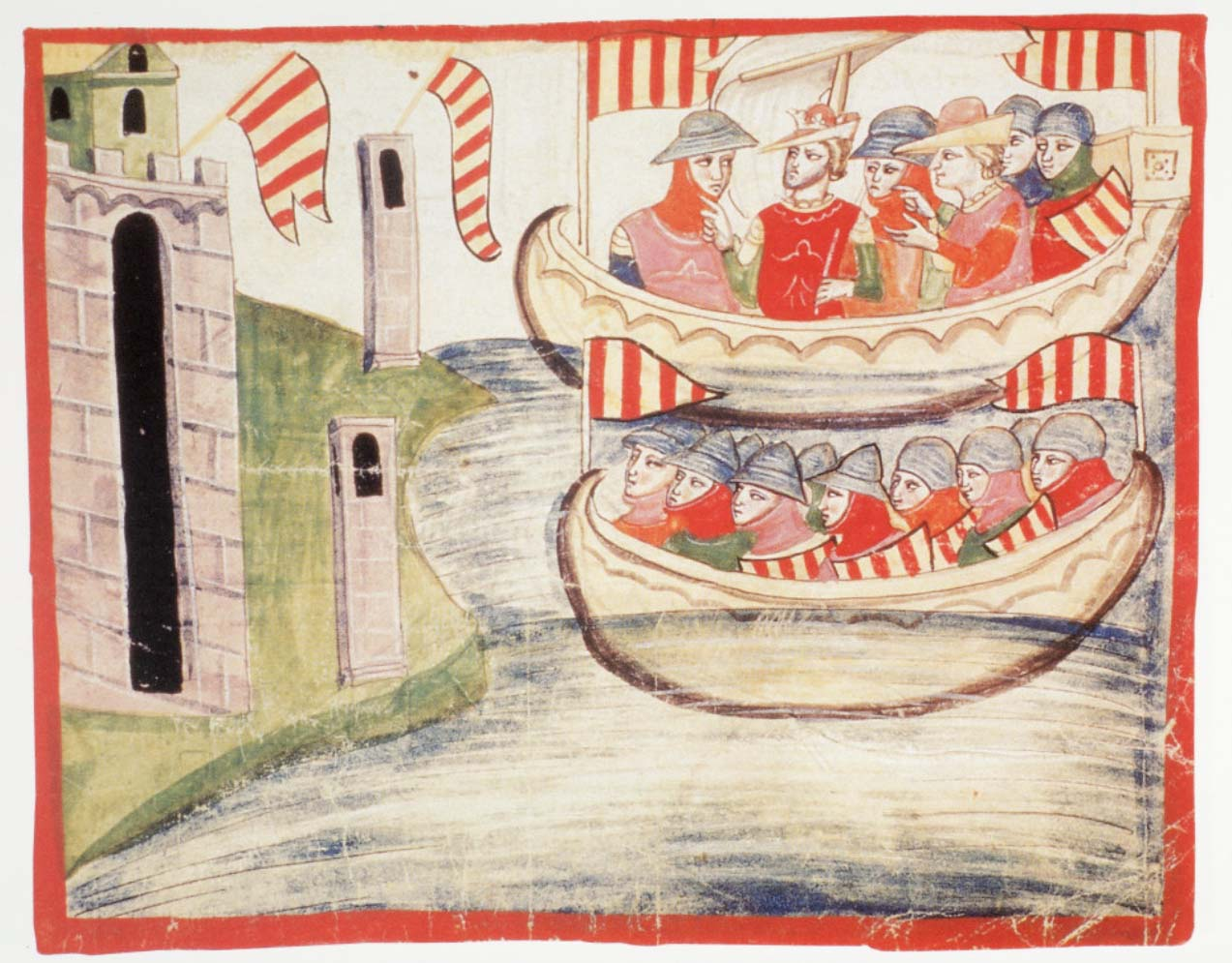
Pietro III d'Aragona sbarca a Trapani  - dal manoscritto chigiano della Cronica di Villani, Biblioteca Vaticana
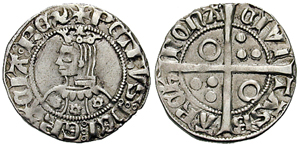
Croat coniata a Barcellona con l'effigie di Pietro III
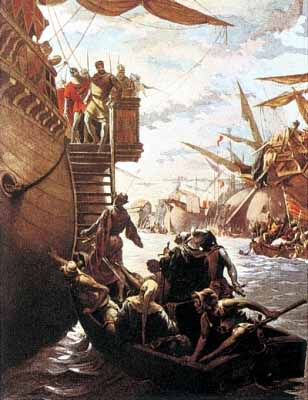
Battaglia del golfo di Napoli (Carlo II d'Angiò si arrende a Ruggiero di Lauria), di Ramon Tusquets i Maignon, 1885
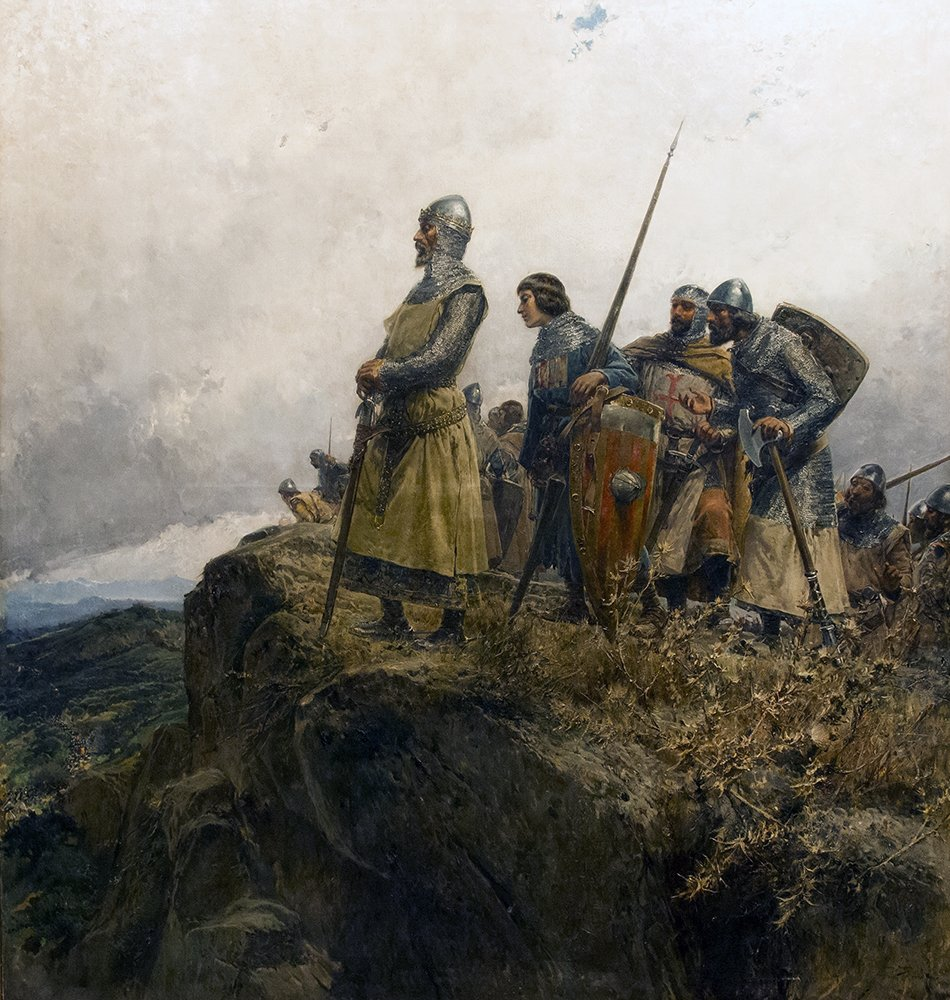
Pietro III al Colle di Panissars, di Mariano Barbasán, 1889
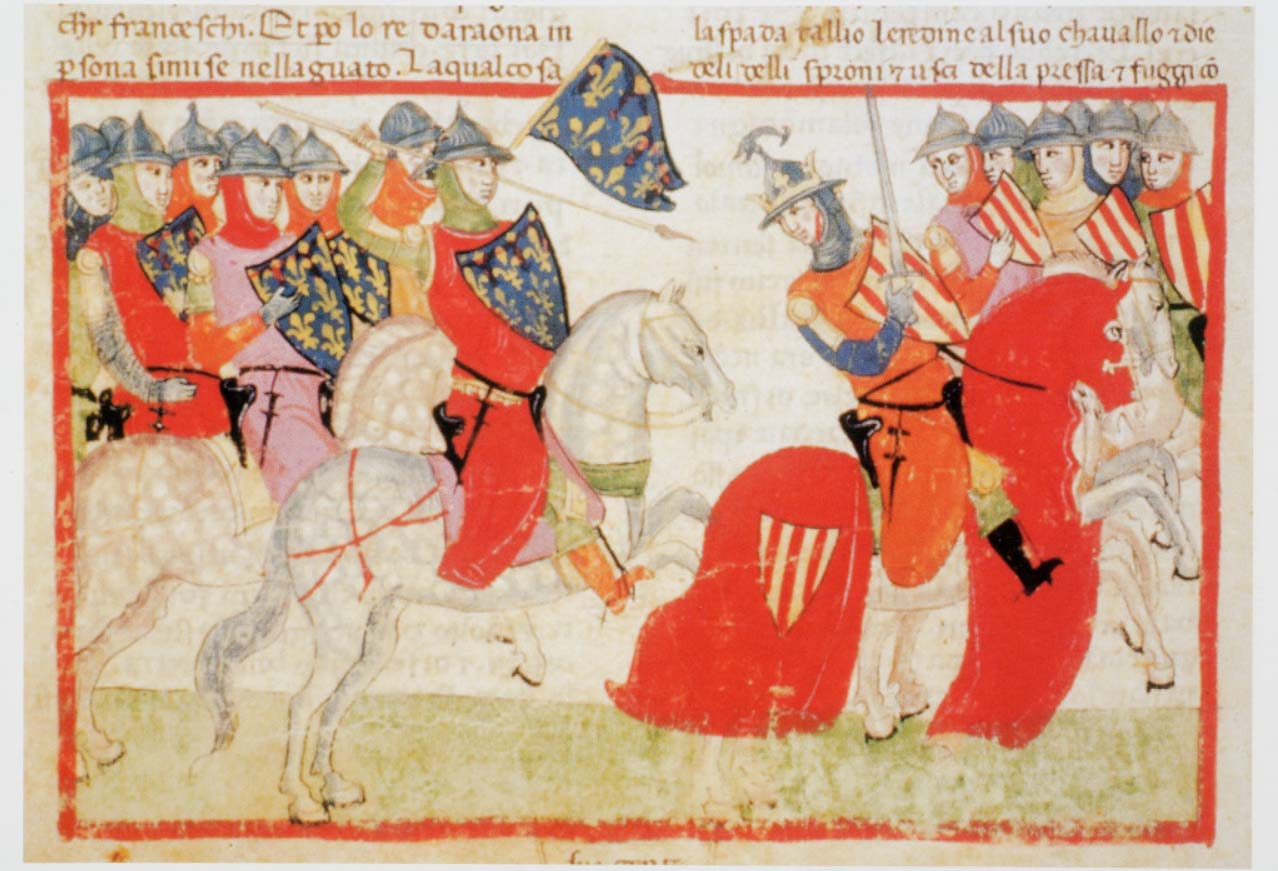
Pietro III è ferito durante la crociata del 1285
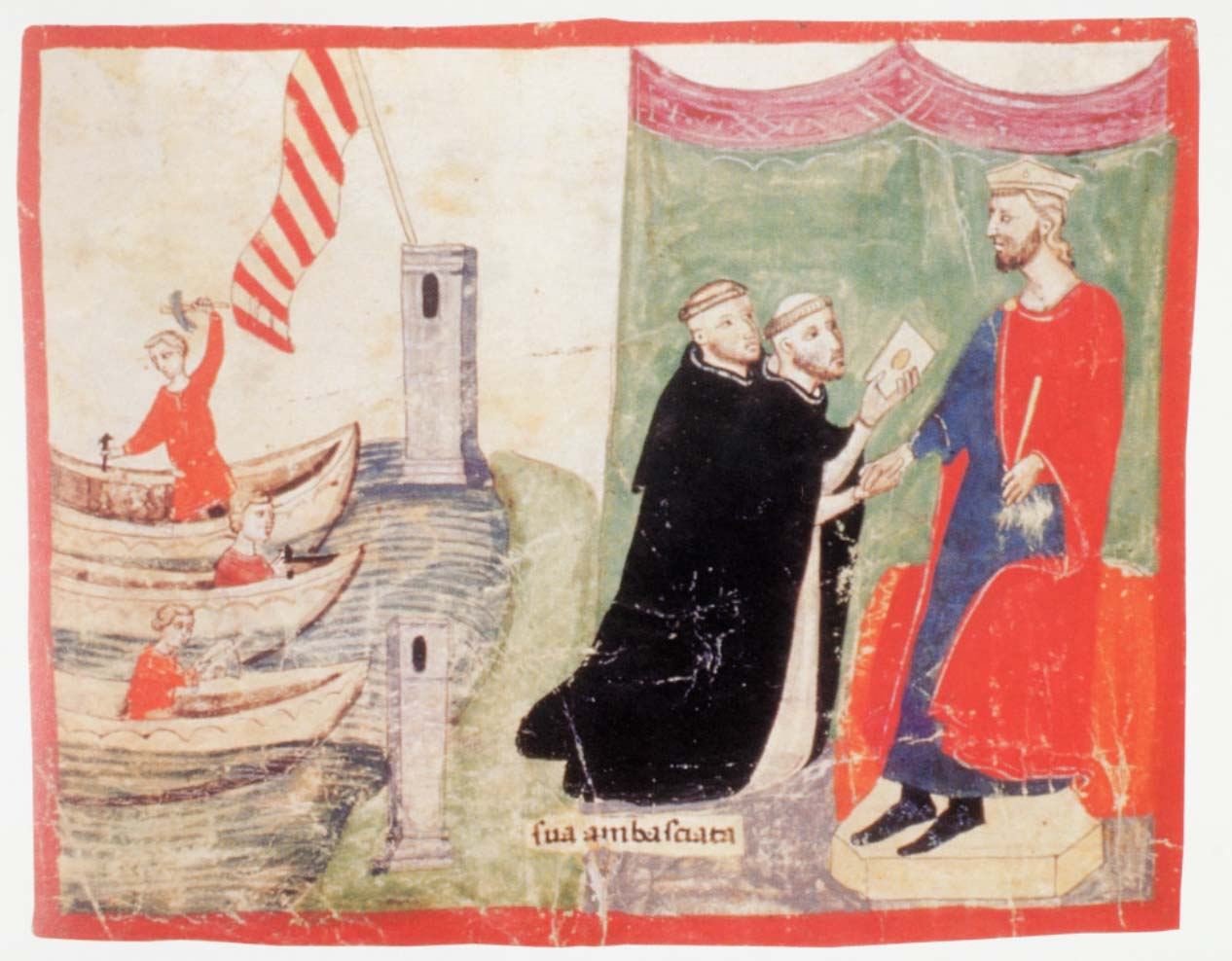
Pietro III riceve due monaci inviati dal papa durante la conquista della Sicilia
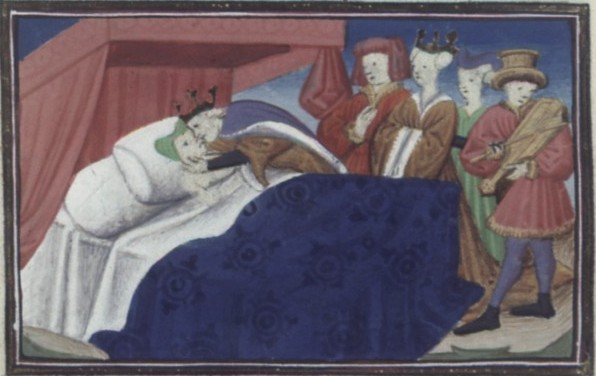
Pietro (con Costanza), mentre bacia l'inferma Lisa nell'episodio del Decameron[10], lontana eco del trasporto amoroso di Macalda di Scaletta per il re
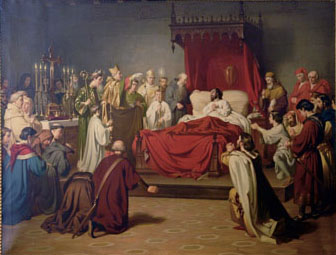
La morte di Pietro III, di Claudi Lorenzale i Sugrañes (1870), Vilafranca del Penedès

## Ascendenza
|                      |                     |                               | Genitori                     |  |  | Nonni |  |  | Bisnonni             |  |  | Trisnonni                            |  |
|                      |                     |                               |                              |  |  |       |  |  | Alfonso II d'Aragona |  |  | Raimondo Berengario IV di Barcellona |  |
|                      |                     |                               |                              |  |  |       |  |  | Alfonso II d'Aragona |  |  | Raimondo Berengario IV di Barcellona |  |
|                      |                     | Petronilla di Aragona         |                              |  |  |       |  |  | Alfonso II d'Aragona |  |  |                                      |  |
| Pietro II di Aragona |                     |                               |                              |  |  |       |  |  | Alfonso II d'Aragona |  |  |                                      |  |
|                      |                     | Sancha di Castiglia           | Alfonso VII di León          |  |  |       |  |  |                      |  |  |                                      |  |
|                      |                     | Sancha di Castiglia           | Alfonso VII di León          |  |  |       |  |  |                      |  |  |                                      |  |
|                      |                     | Sancha di Castiglia           | Richenza di Polonia          |  |  |       |  |  |                      |  |  |                                      |  |
| Giacomo I d'Aragona  |                     | Sancha di Castiglia           |                              |  |  |       |  |  |                      |  |  |                                      |  |
|                      |                     | Guglielmo VIII di Montpellier | Guglielmo VII di Montpellier |  |  |       |  |  |                      |  |  |                                      |  |
|                      |                     | Guglielmo VIII di Montpellier | Guglielmo VII di Montpellier |  |  |       |  |  |                      |  |  |                                      |  |
|                      |                     | Guglielmo VIII di Montpellier | Matilda di Borgogna          |  |  |       |  |  |                      |  |  |                                      |  |
| Maria di Montpellier |                     | Guglielmo VIII di Montpellier |                              |  |  |       |  |  |                      |  |  |                                      |  |
|                      |                     | Eudocia Comnena               | Isacco Comneno               |  |  |       |  |  |                      |  |  |                                      |  |
|                      |                     | Eudocia Comnena               | Isacco Comneno               |  |  |       |  |  |                      |  |  |                                      |  |
|                      |                     | Eudocia Comnena               | Irene Synadene               |  |  |       |  |  |                      |  |  |                                      |  |
| Pietro III d'Aragona |                     | Eudocia Comnena               |                              |  |  |       |  |  |                      |  |  |                                      |  |
|                      | Béla III d'Ungheria | Géza II d'Ungheria            |                              |  |  |       |  |  |                      |  |  |                                      |  |
|                      | Béla III d'Ungheria | Géza II d'Ungheria            |                              |  |  |       |  |  |                      |  |  |                                      |  |
|                      | Béla III d'Ungheria | Efrosin'ja Mstislavna         |                              |  |  |       |  |  |                      |  |  |                                      |  |
| Andrea II d'Ungheria | Béla III d'Ungheria |                               |                              |  |  |       |  |  |                      |  |  |                                      |  |
|                      |                     | Agnese d'Antiochia            | Rinaldo di Châtillon         |  |  |       |  |  |                      |  |  |                                      |  |
|                      |                     | Agnese d'Antiochia            | Rinaldo di Châtillon         |  |  |       |  |  |                      |  |  |                                      |  |
|                      |                     | Agnese d'Antiochia            | Costanza d'Antiochia         |  |  |       |  |  |                      |  |  |                                      |  |
| Iolanda d'Ungheria   |                     | Agnese d'Antiochia            |                              |  |  |       |  |  |                      |  |  |                                      |  |
|                      |                     | Pietro II di Courtenay        | Pietro I di Courtenay        |  |  |       |  |  |                      |  |  |                                      |  |
|                      |                     | Pietro II di Courtenay        | Pietro I di Courtenay        |  |  |       |  |  |                      |  |  |                                      |  |
|                      |                     | Pietro II di Courtenay        | Elisabetta di Courtenay      |  |  |       |  |  |                      |  |  |                                      |  |
| Iolanda di Courtenay |                     | Pietro II di Courtenay        |                              |  |  |       |  |  |                      |  |  |                                      |  |
|                      |                     | Iolanda di Fiandra            | Baldovino V di Hainaut       |  |  |       |  |  |                      |  |  |                                      |  |
|                      |                     | Iolanda di Fiandra            | Baldovino V di Hainaut       |  |  |       |  |  |                      |  |  |                                      |  |
|                      |                     | Iolanda di Fiandra            | Margherita I di Fiandra      |  |  |       |  |  |                      |  |  |                                      |  |
|                      |                     | Iolanda di Fiandra            |                              |  |  |       |  |  |                      |  |  |                                      |  |